# Stadt Würzburg (Schiff, 1929)
Die Stadt Würzburg ist ein deutsches Fahrgastschiff.

## Geschichte
Das Schiff wurde 1929 auf der Schiffswerft Schmidt gebaut. Laut Dieter Schubert war der Bauort des Schiffes Oberwinter; im Binnenschifferforum wird allerdings darauf hingewiesen, dass Schmidt um diese Zeit noch in Oberkassel ansässig war. Günter Benja gibt denn auch als Bauort der Stadt Würzburg Oberkassel an. Laut Benja war die Stadt Würzburg im Jahr 1975 noch 25 Meter lang und 5,3 Meter breit und hatte einen Tiefgang von 1,2 Metern. Sie gehörte damals der Würzburger Personenschiffahrt (WPS) Paul Schiebe, Kapitän und durfte 200 Fahrgäste befördern. Zur Flotte dieses Betriebes gehörten damals außerdem noch die Alte Liebe, die Wappen von Franken und die etwas kleinere Ursula Charlotte, ein Stauf-Bau von 1930.
Angetrieben wurde die Stadt Würzburg laut Benja von einer 120-PS-Maschine, die eine Geschwindigkeit von 20 km/h ermöglichte. Benja nennt nicht das originale Baujahr des Schiffes, sondern nur das Jahr eines größeren Umbaus, 1954. In diesem Jahr wurde die Stadt Würzburg laut Schubert verlängert. Weitere Umbauten fanden nach Schubert im Jahr 1962 statt, in dem das Schiff ein neues Heck erhielt, ferner 1965, als auf der Werft in Erlenbach das Oberdeck geschlossen wurde, für 1991 notierte Schubert einen Umbau in Germersheim und für 1995 noch die „Anfleischung des Gangbords“. Das Schiff mit zwei Salons und einem Sonnendeck war zu Schuberts Zeit für 260 Fahrgäste zugelassen, 32 Meter lang, 6,35 Meter breit und mit einer Maschine mit 175 PS ausgestattet. Der Betrieb, für den es fuhr, hieß damals Schiffstouristik Würzburg Kurth & Schiebe. Das Schiff durfte damals 260 Fahrgäste befördern.
Schubert gibt an, das Schiff habe bis 1954 den Namen Siebengebirge getragen. Laut Hans Brodbeck fuhr das Schiff ab 1948 für Leo Schwippert in Königswinter und kam 1954 zu Kapitän Schiebe. Dieser habe das Schiff, das vorher für die Beförderung von 180 Personen zugelassen gewesen sei, sofort verlängert, sodass es fortan für 260 Fahrgäste getaugt habe. Brodbeck behauptet, das Schiff sei 1929 „bei Bröhl in Niederkassel-Mondorf für Helmut Hoitz als Motor-Passagier- und Schleppschiff Siebengebirge“ gebaut worden. Laut Binnenschifferforum gibt es auch eine Quelle, in der angegeben wird, das Schiff sei mindestens bis 1958 für die Bonner Personenschiffahrt gefahren. Ebenfalls laut Binnenschifferforum ist die Stadt Würzburg mittlerweile in Zell am Main gemeldet und mit einer Mercedes-Benz-Maschine mit 280 PS ausgestattet. Die höchste zulässige Fahrgastzahl liegt laut dieser Quelle bei 250 Personen.